# Region Doboj

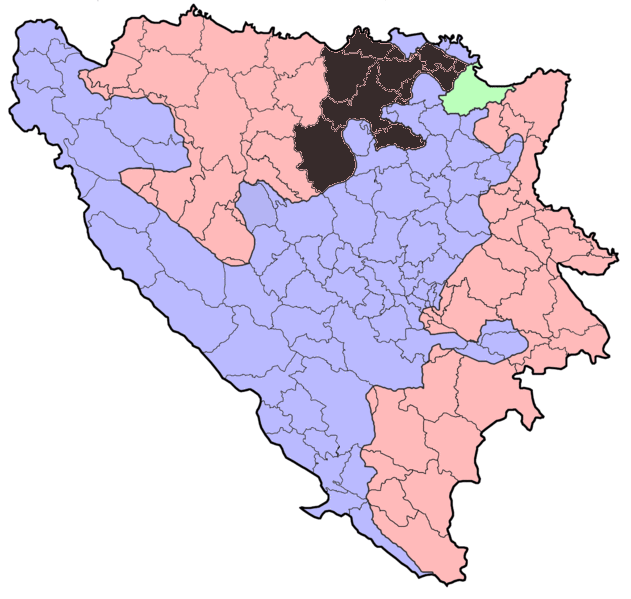
Lage der Region in Bosnien und Herzegowina

Die Region Doboj ist eine von sieben Regionen der Republika Srpska in Bosnien und Herzegowina. Sie befindet sich im Norden des Landes an der Grenze zu Kroatien. Die Bevölkerung setzt sich überwiegend aus bosnischen Serben zusammen.
Die nominelle Hauptstadt des Gebietes ist Doboj mit etwa 60.000 Einwohnern in der Großgemeinde.

## Gemeinden
Die Region ist unterteilt in 9 Gemeinden:
1. Bosanski Brod (auch nur Brod, zeitweilig Srpski Brod)
2. Bosanski Šamac
3. Derventa
4. Doboj
5. Donji Žabar (zuvor Srpsko Orašje)
6. Modriča
7. Pelagićevo
8. Petrovo
9. Vukosavlje